# مونامور
مونامور (ایتالیایی: Monamour) یک فیلم اروتیک عاشقانه به کارگردانی تینتو براس است که در سال ۲۰۰۶ منتشر شد. از بازیگران آن می‌توان آنا جیمسکایا، ریکاردو ماریانو، ماکس پارودی، نلا لوچیچ و تینتو براس را نام برد. فیلم در قالب دی‌وی‌دی برای خرید در سایت‌هایی مانند آمازون در دسترس است. نسخه بلو-ری آن در تاریخ ۱۹ آوریل ۲۰۱۱ منتشر شد.